# Астерикс на Олимпийских играх
«Астери́кс на Олимпи́йских и́грах» (фр. Astérix aux Jeux Olympiques) — комедия Тома Лангманна и Фредерика Форестье. Это третий фильм, снятый на основе комиксов об Астериксе и Обеликсе, а также продолжение фильма «Астерикс и Обеликс: Миссия «Клеопатра»». Мировая премьера фильма состоялась 30 января 2008 года.

## Сюжет
Галл Полюбвикс влюблён в греческую царевну Ирину. Но её отец хочет выдать её за Брута, сына Юлия Цезаря, для улучшения отношений с ним. Чтобы оттянуть свадьбу, Ирина объявляет, что выйдет за победителя грядущих Олимпийских игр. Узнав об этом, Астерикс и Обеликс решают помочь другу завоевать сердце царевны и выиграть Игры. Астерикс, Обеликс, Панорамикс и Идефикс отправляются в Олимпию. Тем временем Брут пытается разными способами избавиться от отца и занять его трон.
На соревнованиях по метанию копья Брут использует так называемый «допинг», и у него вырастают огромные бугристые мышцы, но во время броска он в прямом смысле сдувается, и пролетает весь стадион, а в конце чуть не сбивает Цезаря, но тому удаётся увернуться.
Затем происходят соревнования по метанию диска. Астерикс и Обеликс побеждают всех, и готовятся принимать поздравления, но тут Корнедурус сообщает Бруту, что они пользовались волшебным зельем. Брут заявляет об этом, и комиссия проводит жукотест. В итоге галлов дисквалифицируют. А победителями соревнований становятся Греки.
Римляне одерживают победу в соревнованиях по борьбе, благодаря секретному оружию Брута — Гумунгусу. На следующий день во время гонки усиленный зельем Брут расправляется один за другим с участниками соревнования. На колёсах остаются лишь он, Полюбвикс и Шумикс. Мошенник угощает своих лошадей зельем и побеждает, но Астерикс рассказывает об уловке друида — в зелье был добавлен краситель, делающий язык выпитого синим, а у лошадей Брута как раз синие языки. Ирина приказывает тому показать язык, и он оказывается полностью синим. Брута разоблачают и победу присуждают Галлии.
Сразу же после окончания Игр Брут с подкупленными стражниками приказывает арестовать Цезаря, но никто из них не решается это сделать. Брут и его сообщники становятся рабами. В Олимпии празднуют свадьбу Полюбвикса и Ирины, приглашая гостей со всей Римской империи.

## В ролях
| Актёр                | Роль               | Дублирует           |
| -------------------- | ------------------ | ------------------- |
| Кловис Корнийяк      | Астерикс           | Родион Приходько    |
| Жерар Депардьё       | Обеликс            | Сергей Паршин       |
| Ален Делон           | Гай Юлий Цезарь    | Аркадий Волгин      |
| Бенуа Пульворд       | Брут               | Вадим Галыгин       |
| Стефан Руссо         | Полюбвикс          | Михаил Хрусталёв    |
| Ванесса Эсслер       | царевна Ирина      | Тина Канделаки      |
| Жан-Пьер Кассель     | Панорамикс         | Валерий Никитенко   |
| Франк Дюбоск         | Консерваторикс     | Евгений Иванов      |
| Жером Ле Банне       | Клавдий Корнедурус | Владимир Турчинский |
| Александр Астье      | Укушус             |                     |
| Михаэль Хербиг       | Всегдамолчус       |                     |
| Сантьяго Сегура      | Коновалус          | Виктор Костецкий    |
| Хосе Гарсиа          | Совсемкукус        | Сергей Дьячков      |
| Були Ланнерс         | царь Салагас       | Андрей Фомин        |
| Эли Семун            | Омега              | Андрей Лёвин        |
| Люка Бизарри         | Альфа              | Алексей Рыжов       |
| Пауло Кессисоглу     | Бета               | Николай Тимофеев    |
| Сим                  | Ветераникс         | Юрий Дедович        |
| Адриана Скленарикова | Мадам Ветераникс   | Анфиса Чехова       |
| Михаэль Шумахер      | Михаэль Шумикс     |                     |
| Жан Тодт             | Жан                | Юрий Герцман        |
| Жамель Деббуз        | Нумернабис         | Владимир Маслаков   |
| Моника Крус          | Эсмеральда         |                     |
| Зинедин Зидан        | Зинедис            |                     |
| Амели Моресмо        | Амеликс            |                     |
| Тони Паркер          | Паркертоникс       |                     |
| Нейтан Джонс         | Гумунгус           |                     |
| Эльрик Тома          | Абранокурсикс      | Андрей Шамин        |
| Дороти Джемма        | Боньминь           |                     |
| Эдуадо Гомес         | Сетотаматикс       |                     |
| Франсис Лаланн       | Франсикс Голосикс  | Алексей Серов       |
| Жан-Пьер Кастальди   | Кайюс Бонус        |                     |